# Сара Лахти
Сара Лахти (швед. Sarah Lahti; Клипан, 18. фебруар 1995) шведска атлетичарка, специјалиста за трчање на дугим стазама, вишеструка шведска првакиња, национална рекордерка, учесница Летњих олимпијских игара

## Значајнији резултати
| Година                | Такмичење                        | Место                        | Пласман               | Дисциплина            | Резултат (м)          | Белешка                                |
| Представаљала Шведску | Представаљала Шведску            | Представаљала Шведску        | Представаљала Шведску | Представаљала Шведску | Представаљала Шведску | Представаљала Шведску                  |
| --------------------- | -------------------------------- | ---------------------------- | --------------------- | --------------------- | --------------------- | -------------------------------------- |
| 2012                  | Светско јунорско првенство       | Барселона, Шпанија           | 33.                   | 3.000 м препреке      | 11:23,61              | Архивирано на веб-сајту (27. јул 2016) |
| 2013.                 | Европско јунорско првенство У-20 | Ријети, Италија              | –                     | 3.000 м               | НЗ                    |                                        |
| 2014.                 | Светско јуниорско првенство      | Јуџин САД                    | –                     | 5.000 м               | НЗ                    | [ мртва веза ]                         |
| 2016.                 | Светско првенство у дворани      | Портланд САД                 | 14.                   | 1.500 м               | 4:11,68 ЛР            |                                        |
| 2016.                 | Европско првенство               | Амстердам, Холандија         | 9.                    | 10.000 м              | 32:14,17              |                                        |
| 2016.                 | Олимпијске игре                  | Рио де Женеиро, Бразил       | 12.                   | 10.000 м              | 31:28,43 НР           |                                        |
| 2017                  | Европско првенство У-23          | Бидгошћ, Пољска              |                       | 5.000 м               | 15:14,17              |                                        |
| 2017                  | Европско првенство У-23          | Бидгошћ, Пољска              |                       | 10,000 м              | 32:46.91              |                                        |
| 2017                  | Светско првенство                | Лондон, Уједињено Краљевство | –                     | 10.000 м              | НЗ                    |                                        |

## Лични рекорди
Стање 13. септембар 2016.
| Дисциплина       | Време        | Место          | Датум             | Белешка      |
| на отвореном     | на отвореном | на отвореном   | на отвореном      | на отвореном |
| ---------------- | ------------ | -------------- | ----------------- | ------------ |
| 1.500 м          | 4:08,91      |                | 28. мај 2016.     |              |
| 3.000 м          | 9:37,12      |                | 22. мај 2013.     |              |
| 5.000 м          | 15:10,76     | Хенгело        | 22. мај 2016.     |              |
| 10.000 м         | 9:37,12      | Рио де Женеиро | 12. август 2016.  | НР           |
| 3.000 м препреке | 10:32,61     | Хеслехолм      | 6. јун 2012.      |              |
| у дворани        |              |                |                   |              |
| 1.500 м          | 4:11,68      | Портланд       | 18. март 2016.    |              |
| миља             | 4:30,42      | Стокхолм       | 17. фебруар 2016. | НР           |
| 3.000 м          | 9:01,16      | Векше          | 13. фебруар 2016. |              |